# Équipe des États-Unis de soccer à la Coupe du monde 1998
Cet article relate le parcours de l’équipe des États-Unis de football lors de la Coupe du monde de football de 1998 organisée en France du 10 juin au 12 juillet 1998. C'est la sixième participation du pays dans la compétition.

## Préparation
Les États-Unis affrontent le Football Club de Gueugnon à Saint-Jean-d'Ardières et s'imposent 4-0 avec des buts de Brian McBride, Cobi Jones, Brian Maisonneuve et Ernie Stewart. 

## Effectif
| Numéro.    | Nom               | Club                   | Date de naissance | Match    | But      |          |          |
| Gardiens   | Gardiens          | Gardiens               | Gardiens          | Gardiens | Gardiens | Gardiens | Gardiens |
| ---------- | ----------------- | ---------------------- | ----------------- | -------- | -------- | -------- | -------- |
| 1          | Brad Friedel      | Liverpool              | 18.05.1971        | 1        | 0        | 0        | 0        |
| 16         | Juergen Sommer    | Columbus Crew          | 27.02.1969        | 0        | 0        | 0        | 0        |
| 18         | Kasey Keller      | Leicester City         | 29.11.1969        | 2        | 0        | 0        | 0        |
| Défenseurs |                   |                        |                   |          |          |          |          |
| 2          | Frankie Hejduk    | Tampa Bay Mutiny       | 05.08.1974        | 3        | 0        | 1        | 0        |
| 3          | Eddie Pope        | D.C. United            | 24.12.1973        | 2        | 0        | 1        | 0        |
| 4          | Mike Burns        | New England Revolution | 14.09.1970        | 2        | 0        | 0        | 0        |
| 5          | Thomas Dooley     | Columbus Crew          | 12.05.1961        | 3        | 0        | 0        | 0        |
| 6          | David Régis       | Karlsruher SC          | 02.12.1968        | 3        | 0        | 1        | 0        |
| 12         | Jeff Agoos        | D.C. United            | 02.05.1968        | 0        | 0        | 0        | 0        |
| 17         | Marcelo Balboa    | Colorado Rapids        | 08.08.1967        | 1        | 0        | 0        | 0        |
| 22         | Alexi Lalas       | NY/NJ Metro Stars      | 01.06.1970        | 0        | 0        | 0        | 0        |
| Milieux    |                   |                        |                   |          |          |          |          |
| 8          | Earnie Stewart    | NAC Breda              | 28.03.1969        | 3        | 0        | 0        | 0        |
| 10         | Tab Ramos         | NY/NJ Metro Stars      | 21.09.1966        | 2        | 0        | 0        | 0        |
| 13         | Cobi Jones        | Los Angeles Galaxy     | 16.06.1970        | 3        | 0        | 0        | 0        |
| 14         | Preki             | Kansas City Wizards    | 24.06.1963        | 2        | 0        | 0        | 0        |
| 15         | Chad Deering      | VfL Wolfsburg          | 02.09.1970        | 1        | 0        | 0        | 0        |
| 19         | Brian Maisonneuve | Columbus Crew          | 28.06.1973        | 3        | 0        | 0        | 0        |
| 21         | Claudio Reyna     | VfL Wolfsburg          | 20.07.1973        | 3        | 0        | 1        | 0        |
| Attaquants |                   |                        |                   |          |          |          |          |
| 7          | Roy Wegerle       | Tampa Bay Mutiny       | 19.03.1964        | 2        | 0        | 0        | 0        |
| 9          | Joe-Max Moore     | New England Revolution | 23.02.1971        | 2        | 0        | 0        | 0        |
| 11         | Eric Wynalda      | San José Clash         | 09.06.1969        | 2        | 0        | 0        | 0        |
| 20         | Brian McBride     | Columbus Crew          | 19.06.1972        | 2        | 1        | 0        | 0        |
| Entraîneur |                   |                        |                   |          |          |          |          |
|            | Steve Sampson     |                        | 19.01.1957        |          |          |          |          |

## Compétition

### Premier tour
|   | Équipe         | Pts | J | G | N | P | Bp | Bc | Diff |
| 1 | Allemagne      | 7   | 3 | 2 | 1 | 0 | 6  | 2  | +4   |
| 2 | RF Yougoslavie | 7   | 3 | 2 | 1 | 0 | 4  | 2  | +2   |
| 3 | Iran           | 3   | 3 | 1 | 0 | 2 | 2  | 4  | -2   |
| 4 | États-Unis     | 0   | 3 | 0 | 0 | 3 | 1  | 5  | -4   |

| 12 | 14 juin 1998 | RF Yougoslavie | 1 - 0 | Iran           |
| 16 | 15 juin 1998 | Allemagne      | 2 - 0 | États-Unis     |
| 28 | 21 juin 1998 | Allemagne      | 2 - 2 | RF Yougoslavie |
| 30 | 21 juin 1998 | États-Unis     | 1 - 2 | Iran           |
| 43 | 25 juin 1998 | Allemagne      | 2 - 0 | Iran           |
| 44 | 25 juin 1998 | États-Unis     | 0 - 1 | RF Yougoslavie |

#### Allemagne - États-Unis
| 15 juin 1998                       | Allemagne                  | 2 - 0   | États-Unis | Parc des Princes, Paris                       |                                               |
| 21 h 0 · Historique des rencontres | Möller 10e · Klinsmann 67e | (1 - 0) |            | Spectateurs : 45 500 Arbitrage : Saïd Belqola | Spectateurs : 45 500 Arbitrage : Saïd Belqola |
| 21 h 0 · Historique des rencontres | Rapport                    |         |            | Spectateurs : 45 500 Arbitrage : Saïd Belqola | Spectateurs : 45 500 Arbitrage : Saïd Belqola |

#### États-Unis - Iran
| 21 juin 1998                       | États-Unis  | 1 - 2   | Iran                        | Stade de Gerland, Lyon                     |                                            |
| 21 h 0 · Historique des rencontres | McBride 87e | (0 - 1) | 41e Estili · 83e Mahdavikia | Spectateurs : 39 100 Arbitrage : Urs Meier | Spectateurs : 39 100 Arbitrage : Urs Meier |
| 21 h 0 · Historique des rencontres | Rapport     |         |                             | Spectateurs : 39 100 Arbitrage : Urs Meier | Spectateurs : 39 100 Arbitrage : Urs Meier |

#### États-Unis - RF Yougoslavie
| 25 juin 1998                       | États-Unis | 0 - 1   | RF Yougoslavie | Stade de la Beaujoire, Nantes                      |                                                    |
| 21 h 0 · Historique des rencontres |            | (0 - 1) | 3e Komljenović | Spectateurs : 35 500 Arbitrage : Gamal Al-Ghandour | Spectateurs : 35 500 Arbitrage : Gamal Al-Ghandour |
| 21 h 0 · Historique des rencontres | Rapport    |         |                | Spectateurs : 35 500 Arbitrage : Gamal Al-Ghandour | Spectateurs : 35 500 Arbitrage : Gamal Al-Ghandour |